# برونو ويبر
برونو ويبر (بالألمانية: Bruno Weber)‏ هو طبيب عسكري ألماني، ولد في 21 مايو 1915 في ترير في ألمانيا، وتوفي في 23 سبتمبر 1956 في هومبورغ في ألمانيا.